# اونگل
اونگل (به انگلیسی: Ongole) شهری با جمعیت ۲۰۱٫۰۱۱ نفر در ایالت آندرا پرادش در کشور هند واقع شده‌است.